# Spilosoma semiramis
Spilosoma semiramis är en fjärilsart som beskrevs av Otto Staudinger 1891. Spilosoma semiramis ingår i släktet Spilosoma och familjen björnspinnare. Inga underarter finns listade i Catalogue of Life.